# Barnard College

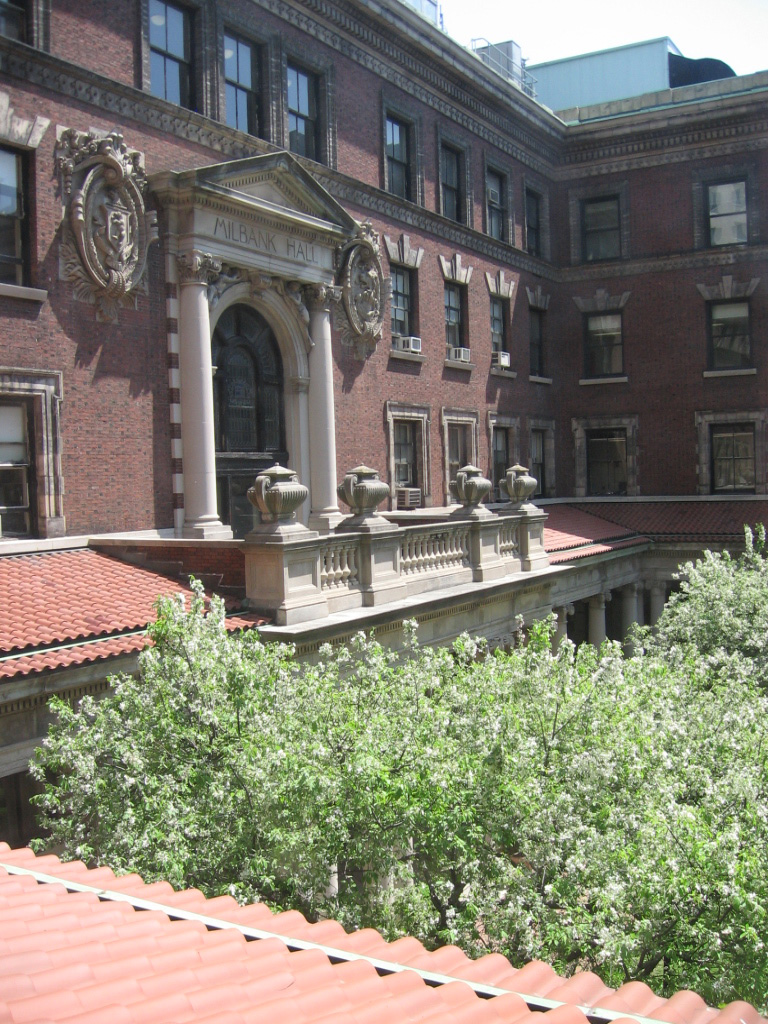
Milbank Hall

Das Barnard College, 1889 gegründet, ist ein unabhängiges College der liberal arts und Wissenschaften für Frauen in New York City. Obwohl es mit der Columbia University kooperiert, hat Barnard seinen eigenen Campus, Lehrkörper, Verwaltung, Aufsichtsrat, Haushalt und Finanzausstattung. Das College befindet sich seit 1898 auf dem 1,6 Hektar großen Campus zwischen der 116. und 120. Straße West im Morningside-Heights-Viertel von Manhattan.
Das College ist nach Frederick A. P. Barnard (1809–89), einem US-amerikanischen Lehrer und Mathematiker, benannt, der 1864–89 als Präsident des Columbia College (wie die Universität damals noch hieß) diente. Er hat sich für den gleichberechtigten Zugang von Frauen zu Bildung eingesetzt und bevorzugte sogar den gemeinsamen Unterricht.
Maskottchen: Die Bärin „Millie“. Auch wenn die Sportler von Columbia und Barnard in den universitätsweiten „Lions“-Mannschaften spielen, behält das College aus historischen Gründen sein eigenes Maskottchen.

## Geschichte
Bei seiner Gründung im Jahr 1889 befand sich das College in einem angemieteten Reihenhaus, 343 Madison Avenue, in dem 6 Hochschullehrer 14 ordentliche Studentinnen, sowie 22 „Besondere“ (specials), bei denen der Nachweis ausreichender Griechischkenntnisse fehlte, und die deshalb nur Naturwissenschaften studieren durften, unterrichteten. Nur zwei Jahre nach dem Umzug nach Morningside Heights, also im Jahre 1900, wurde Barnard in das System der Columbia University eingegliedert. Es behielt jedoch seine unabhängige Leitung bei, seine Studentinnen erhielten Zugang zum Unterricht, zur Bibliothek und zu den Studienabschlüssen der Columbia University.

## Zahlen zu den Studierenden, den Dozenten und zum Vermögen

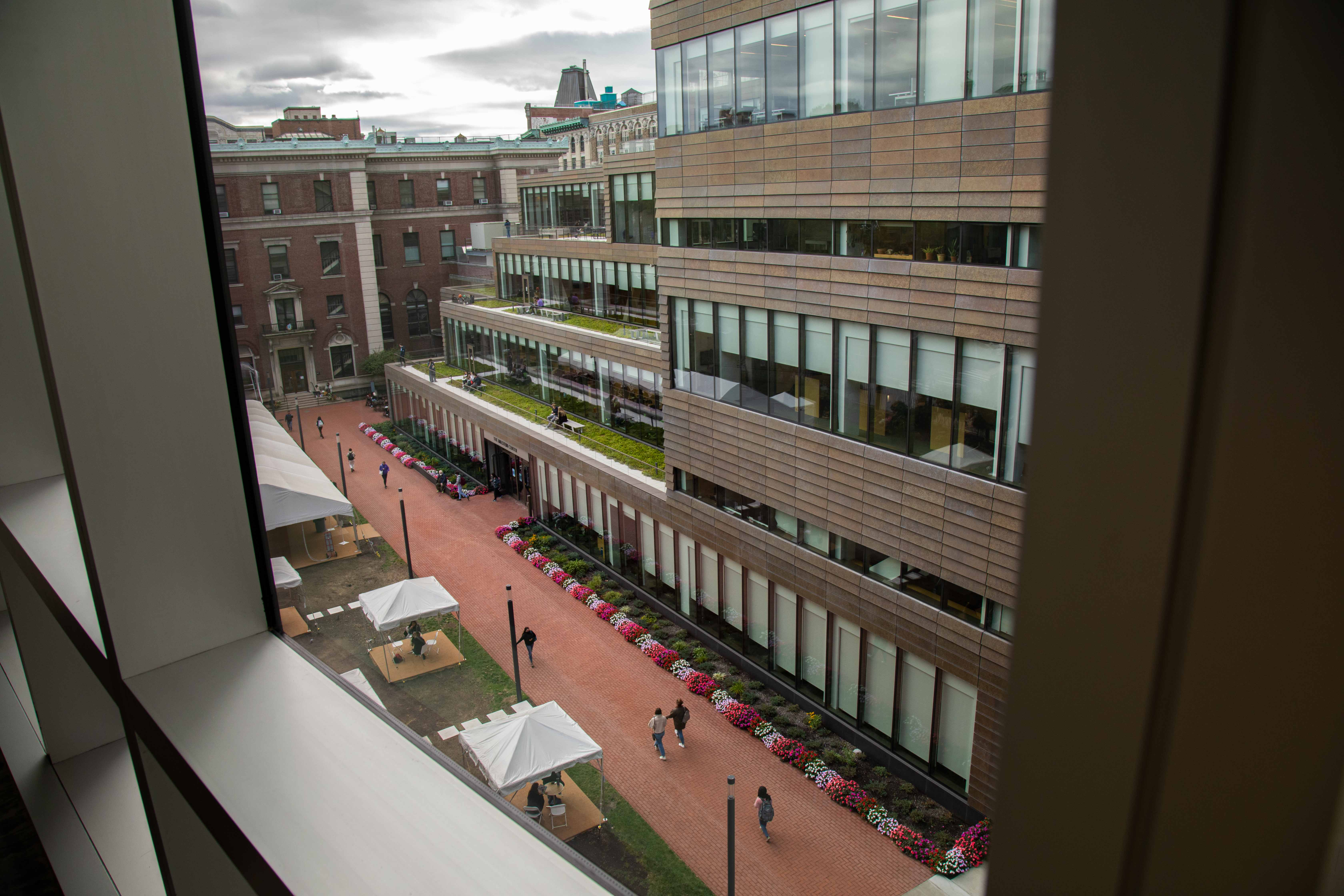
2018 eröffnetes Zentrum zum Lehren und Lernen (Milstein Center for Teaching and Learning), enthält auch die Bibliothek (Barnard Library)

Alle 3.043 Studentinnen im Herbst 2021 (2020: 2.744) arbeiteten auf ihren ersten Studienabschluss hin, sie waren damit undergraduates. 13 % kamen aus dem Ausland; ansonsten bezeichneten sich 18 % als asiatisch, 6 % als schwarz/afroamerikanisch, 13 % als Hispanic/Latino und 41 % als weiß. 2009 waren 2.356 Studentinnen eingeschrieben.
2021 lehrten 365 Dozenten an der Universität, davon 267 in Vollzeit und 98 in Teilzeit.
Der Wert des Stiftungsvermögens der Universität lag 2021 bei 460 Mio. US-Dollar und damit 29,1 % höher als im Jahr 2020, in dem es 357 Mio. US-Dollar betragen hatte. 2009 waren es rund 216 Mio. US-Dollar gewesen.

## Persönlichkeiten

### Dozenten
- Harriet Brooks, Atomphysikerin
- Helene P. Foley, Gräzistin
- Mary Gordon, Schriftstellerin
- Margaret Maltby, Chemikerin
- Gabriela Mistral, Nobelpreis für Literatur 1945
- Elaine Pagels, Theologin
- John Walsh, Kunsthistoriker
- Elie Wiesel, Schriftsteller, Friedensnobelpreis 1986

### Absolventinnen
- Laurie Anderson, Performance-Künstlerin und Musikerin
- Natalie Angier, Wissenschaftsjournalistin
- Charlotte Armstrong, Schriftstellerin
- Grace Lee Boggs, Schriftstellerin, Bürgerrechtlerin und Feministin.
- Ann Brashares, Jugendschriftstellerin
- Elise Cowen, Dichterin
- Edwidge Danticat, Schriftstellerin
- Tory Dent, Dichterin, Schriftstellerin und Kunstkritikerin
- Suelette Dreyfus, Medienwissenschaftlerin und Autorin
- Helen Gahagan, Schauspielerin und Politikerin der Demokratischen Partei
- Sprague Grayden, Schauspielerin
- Lauren Graham, Schauspielerin
- Patricia Highsmith, Schriftstellerin
- Zora Neale Hurston, Schriftstellerin und Folkloristin
- Elana James, Jazz-Geigerin
- Karla Jay, Hochschullehrerin für Englisch und LGBT-Aktivistin
- Joyce Johnson,  Schriftstellerin
- Erica Jong, Schriftstellerin
- Jeane Kirkpatrick, Botschafterin der Vereinigten Staaten bei der UNO (1981 bis 1985)
- Jhumpa Lahiri, Autorin
- Lillian Rosanoff Lieber Mathematikerin, Autorin und Hochschullehrerin
- Margaret Mead, Anthropologin und Ethnologin
- Agnes E. Meyer, Journalistin und Mäzenin
- Alice Duer Miller, Schriftstellerin, Dichterin und Feministin.
- Judith Miller, Journalistin
- Cynthia Nixon, Schauspielerin
- Iris Owens, Schriftstellerin
- Elsie Clews Parsons, Soziologin und Anthropologin
- Lee Remick, Schauspielerin
- Joan Rivers, Entertainerin
- Anna J. Schwartz, Ökonomin
- Liliana Segura, Journalistin
- Sofia Simmonds, Chemikerin und Hochschullehrerin
- Martha Stewart, Herausgeberin
- Anna Diggs Taylor, Juristin, erste Richterin an einem Bundesgericht
- Twyla Tharp, Choreografin und Ballettmeisterin
- Erin L. Thompson, Kunsthistorikerin und Juristin
- Suzanne Vega, Sängerin und Songwriterin.
- Jeannette Walls, Journalistin
- Jane Wyatt, Schauspielerin